# 136 км (зупинний пункт, Харківська дирекція Південної залізниці)
136 км — пасажирський залізничний зупинний пункт Харківської дирекції Південної залізниці на електрифікованій лінії Красноград — Лозова між станціями Сахновщина (7 км) та Орілька (17 км). Розташований біля села Касянівка Берестинського району Харківської області.

## Пасажирське сполучення
На Платформі 136 км зупиняються приміські електропоїзди сполученням Полтава — Лозова.